# Boogie the マッハモータース
Boogie the マッハモータース（ブギー・ザ・マッハモータース）は2001年に結成された、日本のポップス・ロック・テクノポップバンドである。2011年NHK Eテレ「大!天才てれびくん」のオープニングテーマを担当。

## メンバー

### 現在のメンバー
makojet（Vocal,Guitar）
公式サイトの紹介文…音速（マッハ）なハートで太陽とミラーボールを盗んだ男。
革ジャン、サングラス、リーゼントがトレードマークのロックヒーロー的な出で立ちでバンドを牽引するが、初期のMCでは、ライブ告知に続けて自分のバイトの予定を告知したり、ライブ中にＰＡ卓に向かって、エアコンをもっと返してくれなどの定番ネタをもっていた。royalryo脱退後は、ボコーダーと地声を使い分けるボーカルスタイルとなった。
sallycat（Synthesizer,Chorus）
公式サイトの紹介文…銀河鉄道に乗ってやって来た テクノ界のニューカマー！(魅惑の恋泥棒)の異名を持つ最近流行りの女の子。
赤い髪にホットパンツで右手でリード、左手でベースを弾きこなす。「Go!Go!猫の島  たれ耳ジャックと仲間たち」（2009年3月 有学書林。写真：岡崎裕武 TEXT：sallycat ISBN 9784901757072）で作家デビューも果たしている。メンバー紹介では、シンセサイザーのオーケストラ・ヒットでMaximizorのCan't Undo This!!を弾く。
tsubaking（Drums,Chorus）
公式サイトの紹介文…野生（ワイルド）のビート、白のスーツで民衆を威圧する男。
サングラスに両手にタバコを3本ずつほど持って登場するアフロヘアーがトレードマークの大男。ドラムを叩きながらの顔芸や、メンバー紹介ではステージを飛び出して、客席の端から端まで踊りながら進むのが定番。曲のキメのタイミングでサングラスを客席に飛ばすため、サングラスは消耗品のようだ。ステージ外では仏像マニアとして有名で、仏像をテーマとしてトークイベントやライブ・イベントを開催している。

### 過去のメンバー
royalryo（Bass,Chorus）
公式サイトの紹介文…全自動（オートマチック）の瞳で淑女を魅了する機械仕掛けの男。
ロボットという設定で、終始無表情でベースとボコーダーボイスを担当。ベースをエフェクタやシンセサイザーを通して、一聴するとベースとは思えないようなサウンドが特徴だった。

## 概要
- ロックンロールのダイナミズムとテクノ・ハウスのエレクトロサウンドを取り入れたダンスチューンが特徴。
- 結成当初から打ち込みを一切使わず、手弾きとドラムパッドでエレクトロサウンドを構築。
- ライブ後半ではステージからドラムを下ろし、客席で演奏おこない観客と一体となったパフォーマンスが名物となっている。

## ディスコグラフィー

### アルバム
- Boogie the マッハモータース（2002 自主制作）
- ディスコティックライセンス（2006 Wave Master WMBM0001）
- DISCO a GO! GO!（2009/06/11 自主制作 btmm-03）（2009/10/21 Natural Hi-Tech Record NHCR-1072 ）[1]
- 電波胎動（2011/10/19 Perlnet Records PEAR-1003）

### シングル
- U・T（2013/04/27 自主制作）

### コンピレーション参加作品
- 東京ゲリラ（2008/07/09 Citron Recordings DDCH-2309）
- 21世紀さんsingsハルメンズ（2010/10/20 ビクターエンタテインメント VICL-63567）[2]